# Jagellonská (Plzeň)
Jagellonská je ulice na Jižním Předměstí v Plzni. Název dostala po panovnické dynastii Jagellonců. Nachází se mezi ulicemi Havlíčkova a Purkyňova. Kříží ji jednosměrná Škroupova ulice. Veřejná doprava do ulice nezajíždí, avšak je situována na Masarykovo náměstí (tramvaje a noční autobusové linky) a k Mrakodrapu (trolejbusy a autobusy). Celá ulice se nachází v parkovací tarifní zóně C. Do ulice má boční vchod budova Krajského úřadu Plzeňského kraje. Dům s číslem popisným 12 byl roku 2013 nabídnut magistrátem ke koupi.

## Budovy, firmy a instituce
- Studijní a vědecká knihovna Plzeňského kraje – knihovna pro nevidomé[2]
- základní umělecká škola[3]